# Lökgamander
Lökgamander (Teucrium scordium) är en växtart i familjen Kransblommiga växter.

## Beskrivning
Lökgamander är en låg till medelstor växt, lökluktande växt. Bladen är avlånga och trubbiga med grovsågad kant. Blommorna är rosaröda och saknar överläpp.

## Förekomst
Lökgamander förekommer på fuktig kalkrik mark och är vanlig på Öland och Gotland samt sällsynt förekommande i Skåne.

## Medicinsk användning
Inom folkmedicinen används idag lökgamander sparsamt men ingår i örtblandningar för att stärka kroppens immunförsvar. Den har också använts till bot mot kronisk luftrörskatarr. Använd växtdel är bladen. Risk med förväxling med den närbesläktade gamander (Teucrium chamaedrys), som kan ge leverskador.